# جان دیویس (زاده ۱۸۸۲)
جان دیویس (انگلیسی: John Davis؛ 10 April 1882 – ۱۹۶۳ (۸۰−۸۱ سال)) بازیکن فوتبال اهل بریتانیا بود.